# Saltasaurinae
Saltasaurinae („saltasaurini“) byla podčeleď menších až středně velkých sauropodních dinosaurů z kladu Titanosauria. Žili v období geologického věku kampán až maastricht před asi 80 až 66 miliony let, tedy v období pozdní svrchní křídy.

## Historie a význam
Fosilie těchto dinosaurů byly objeveny v Jižní Americe, Indii a na Madagaskaru. Tuto skupinu formálně popsal a pojmenoval paleontolog Jaime E. Powell v roce 1992. Sesterskou skupinou této podčeledi v rámci čeledi Saltasauridae je klad Opisthocoelicaudiinae.

## Rozměry
Saltasaurini byli na poměry současných živočichů velmi mohutní tvorové, na poměry titanosaurních sauropodů ale byli naopak relativně malí. Například druh S. loricatus byl asi 8,5 metru dlouhý a kolem 2,5 tuny vážící býložravý sauropodní dinosaurus (podle jiných odhadů však dosahoval délky asi 12 metrů a hmotnosti přes 5 tun). Největší zástupci byli mírně větší, nejmohutnější druhy mohly měřit přes 15 metrů na délku a vážit až kolem 21 000 kg.

## Popis

Saltasaurus - velikost v porovnání s člověkem.

Saltasaurini byli charakterističtí relativně vysokou lebkou, která se směrem k čenichu prudce snižovala. Zástupci této skupiny měli poměrně krátký ocas a krk, zato však široký trup. Mnoho druhů bylo vybaveno tělesným "pancířem" v podobě kostěných destiček (osteodermů). Zástupci této skupiny byli rozšíření po velké části světa, zejména po jižních kontinentech někdejší Gondwany.
Kostra těchto sauropodů byla obvykle výrazně pneumatizovaná, jejich obratle a další kosti byly duté a zabíhaly do nich početné vzdušné vaky, které byly přímou součástí respiračního systému.

## Zástupci
- Abditosaurus
- Bonatitan?
- Brasilotitan
- Isisaurus
- Loricosaurus?
- Microcoelus?
- Rapetosaurus
- Trigonosaurus
- Udelartitan?
- Yamanasaurus
- Saltasaurini[7]